# Luis Alberto Fonseca Corrales
Luis Alberto Fonseca Corrales (San José, Costa Rica, 20 de setembre de 1983) és un futbolista costa-riqueny que actualment juga com a davanter pel Team Wellington del Campionat de Futbol de Nova Zelanda.

## Trajectòria esportiva

### Team Wellington
Luis Alberto Fonseca Corrales va iniciar la seva trajectòria esportiva a Nova Zelanda amb el Team Wellington el 2007. Va debutar amb el Team Wellington el 3 de novembre en un partit contra el Waitakere United a Fred Taylor Park que resultà en un 1 a 2 pel Team Wellington. Uns mesos després, va jugar en un partit el 6 de gener de 2008 contra el YoungHeart Manawatu en què marcà no tan sols el seu primer gol però el seu primer hat trick. El partit va acabar 0 a 8 pel Team Wellington. Al llarg de la temporada va jugar 18 partits i marcà 10 gols. La temporada següent va jugar un total de 16 partits i marcà 12 gols.

### Auckland City
En la temporada 2010-11 el costa-riqueny va ser fitxat per l'Auckland City. Aquella temporada va marcar 4 gols en un total de 19 partits. A més, va fer el seu debut en la Lliga de Campions de l'OFC en un partit contra l'AS Magenta de Nova Caledònia. Va entrar com a substitut en el 57è minut en un partit del 23 d'octubre que acabaria 3 a 0 pels neozelandesos. En la temporada 2011-12 ha jugat una desena de partits i jugà en un partit del Campionat del Món de Clubs de 2011 contra el Kashiwa Reysol del Japó. Va entrar com a substitut per Alex Feneridis en el 49è minut en un partit en què l'Auckland City acabaria perdent 2 a 0.

### Retorn al Team Wellington
A inicis del 2013, per raons familiars, Corrales se'n retornà a Wellington i allí va passar a formar part del Team Wellington de nou.

## Palmarès
- Lliga de Campions de l'OFC (2): 2010-11, 2011-12.